# Richard Elfman
Richard Elfman   (Los Angeles, 6 de març de 1949) és un actor, músic, director, productor, guionista, periodista, autor i editor de revistes estatunidenc.

## Primers anys
Richard Elfman va néixer al districte de Watts al centre de la ciutat de Los Angeles. La seva mare, Blossom Elfman (A.K.A. "Clare Elfman"), va ser una novel·lista guanyadora d'un Emmy. El seu germà petit és el músic i compositor de cinema Danny Elfman, amb qui Richard va fundar the Mystic Knights of the Oingo Boingo, un grup d'art escènic que més tard es transformaria en Oingo Boingo, una banda eclèctica que va ser popular als anys 80 i 90.
Quan Richard tenia quatre anys, la seva família es va traslladar al districte de Crenshaw, on Elfman va destacar com a campió de pista a la Dorsey High School, i posteriorment es va convertir en un boxador aficionat de pes mitjà. Elfman va abandonar la universitat i va obrir roba botigues adjacents UC Santa Barbara i UC Berkeley. En aquell moment, Elfman va actuar i va gravar com a percussionista afrollatí i va escriure, interpretar i dirigir amb el grup de teatre musical de San Francisco the Cockettes. Es va traslladar a París a principis de la dècada de 1970 per actuar al teatre i per gravar música a Londres. Actualment, Elfman viu a Hollywood Hills.

## Carrera

### Teatre
Mentre estava a París, Elfman va ser membre de la companyia de teatre musical de Jérôme Savary, Le Grand Magic Circus, que va fer una llarga gira per Europa i va representar l'espectacle Zartan durant un any a la Cité Internationale Universitaire de Paris. La companyia també es va presentar al Roundhouse de Londres sota els auspicis del mentor de Savary, Peter Brook de la Royal Shakespeare Company. Va ser durant la gira d'estiu del Magic Circus quan el germà de Richard, Danny, va rebre la seva primera feina professional com a violinista a la companyia, actuant com a teloner al costat de Richard a la percussió.
Poc després de la seva etapa amb els Mystic Knights of the Oingo Boingo, Elfman va actuar i va dirigir una producció escènica de Histoire du soldat d'Igor Stravinsky, que va guanyar un premi a la millor producció a Los Angeles Drama Critics Circle Award.
El 2018 Richard va escriure i dirigir una comèdia musical absurda a Los Angeles, Dead Man's Boner, protagonitzada com la seva dona Anastasia Elfman. Richard va tocar la percussió a la banda de l'espectacle, Mambo Diabolico.
Elfman va fer una pel·lícula titulada Bloody Bridgette el 2023, un musical de terror.

### Música
El 1972, Elfman va tornar a Los Angeles i va formar la seva pròpia companyia, els Mystic Knights of the Oingo Boingo, on va exercir com a director creatiu i percussionista. Elfman va descriure retrospectivament els Mystic Knights com un conjunt "commedia dell'arte", amb més de quinze músics tocant fins a trenta instruments, interpretant només peces de música recreades des dels anys vint fins als anys quaranta així com a originals d'avantguarda composts pel germà d'Elfman, Danny. The Mystic Knights van actuar de manera constant al llarg de la dècada de 1970 i van guanyar seguidors a Los Angeles, la qual cosa va ajudar a conduir a un aparició el 1976 a The Gong Show, on el grup va guanyar el primer premi, i un cameo sense acreditar a la pel·lícula de 1977 I Never Promised You a Rose Garden. Elfman va deixar els Mystic Knights el 1979 per seguir una carrera en la realització de cinema, després de la qual Danny va assumir el control creatiu de la banda, escurçant finalment el nom a "Oingo Boingo" i transformant-la en una banda de rock de 8 membres, que va tenir èxit durant les dècades de 1980 i 1990.

### Cinema
El primer projecte de direcció d'Elfman va ser la pel·lícula musical de culte Forbidden Zone, que es va rodar durant un període de tres anys i es va estrenar el 1982. La pel·lícula en si era una versió cinematogràfica surrealista en blanc i negre de l'espectacle teatral dels Mystic Knights protagonitzat pels membres de la seva banda i amics; Danny Elfman apareix a la pantalla com Satanàs, cantant una versió modificada de "Minnie the Moocher" de Cab Calloway mentre que Richard també apareix, cantant la cançó dels anys 20 " The Yiddishe Charleston". El març de 2010, Elfman va estrenar una versió colorida de Forbidden Zone al Museu d'Art Modern de Nova York juntament amb una exposició de Tim Burton, mentre que una adaptació musical escènica, Forbidden Zone: Live in the 6th Dimension, es va presentar a la Sacred Fools Theatre Company a Los Angeles de maig a juny de 2010.

A causa dels seus seguidors de culte, Forbidden Zone encara es projecta a nombroses ciutats i Elfman sovint actua en un espectacle previ de 20 minuts en directe format per artistes locals, que inclou música, videoclips i coreografia burlesca amb Anastasia Elfman. Si les instal·lacions ho permeten, Elfman, un excel·lent mestre de grills, fa una barbacoa després de l'espectacle. Més recentment, els cinemes també han començat a representar projeccions "d'ombres" de Forbidden Zone similars a les famoses per The Rocky Horror Picture Show (1975), en què els fans que van vestits amb un personatge actuen sincronitzats al costat de la pel·lícula. Elfman de vegades participa interpretant personatges en aquestes actuacions en directe.
El canal Syfy ha publicat un teaser de un número musical, "Princess Polly" de Forbidden Zone 2: The Forbidden Galaxy,on mostra Monster Man, protagonitzada per Cleve Hall. Elfman obre els espectacles d'ombra de Forbidden Zone (després de la marxa) amb Erin Holt cantant "Princess Polly". " en viu davant de la seva imatge de "monstre" projectada a l'escenari.
Elfman també va dirigir la pel·lícula de terror de 1994 Shrunken Heads per a Full Moon Entertainment. La seva filmació i escenografia es van reutilitzar més tard per a seqüències del llargmetratge de Full Moon de 1996 Zarkorr! The Invader—i la comèdia de terror de 1998 Vampirs moderns, ambdós escrits per l'escriptor de Forbidden Zone i antic membre de Mystic Knights Matthew Bright. En una entrevista de 2009, Elfman va revelar que també havia realitzat diversos treballs cinematogràfics pseudònims sota els noms "Aristide Sumatra" i "Mahatma Kane Sumatra", inclosa la pel·lícula d'arts marcials de Mimi Lesseos de 1994 Streets of Rage.
Elfman continua treballant en cinema, televisió i mitjans de streaming, inclosa la comèdia de ciència-ficció Aliens, Clowns & Geeks, que va debutar el 2019. La pel·lícula compta amb música del germà de Richard, Danny.

### Escriptura, publicació i tècnica mixta
Elfman ha estat un periodista publicat durant 30 anys, centrat en l'alimentació, el vi, els viatges i l'entreteniment. El 2007, es va convertir en escriptor de la revista Buzzine, i finalment es va convertir en el seu editor de pel·lícules i després en cap de redacció. El 2010, Elfman i el seu fill Louis van comprar Buzzine, ampliant-lo en línia i creant també un lloc germà de Buzzine Bollywood Entre el 2010 i el 2015, Elfman va produir 275 vídeos musicals i entrevistes de celebritats a la catifa vermella de Buzzine, a més de desenvolupar la sèrie web Buzzine Celebrity House.
La seva primera novel·la, The Schlimazel of Sebreim, un conte humorístic de vampirs, va ser publicada per Encyclopocalypse Publications el 2023. Elfman té dues novel·les més previstes per a la seva publicació el 2024.

## Vida personal
Altres membres de la família de Richard en les arts inclouen la seva cunyada, l'actriu Bridget Fonda; el seu fill, actor-productor Bodhi Elfman; la seva nora, l'actriu Jenna Elfman; la seva neboda, la productora de terror Mali Elfman; i el seu nebot, el periodista de difusió guanyador de l'Emmy Diego Santiago.
Richard està casat amb Anastasia Elfman, ballarina de ballet, actriu, violoncel·lista i artista burlesca. Tenen una filla, Audrey-Grace. La seva família jueva.

## Filmografia

### Com a director
| Any  | Pel·lícula                              | Notes                                                             |
| ---- | --------------------------------------- | ----------------------------------------------------------------- |
| 1980 | Forbidden Zone                          | També produïda, coguionista i compositor No distribuïda fins 1982 |
| 1981 | "Little Girls"                          | Vídeos musicals d'Oingo Boingo                                    |
| 1982 | "Private Life"                          | Vídeos musicals d'Oingo Boingo                                    |
| 1983 | "Nothing Bad Ever Happens"              | Vídeos musicals d'Oingo Boingo                                    |
| 1994 | Shrunken Heads                          |                                                                   |
| 1994 | Streets of Rage                         | També coguionista (com Aristide Sumatra)                          |
| 1996 | Bone Chillers                           | Quatre episodis d'una sèrie de terror juvenil                     |
| 1998 | Vampirs moderns                         | També coproductor                                                 |
| 2003 | Date or Disaster                        | Curtmetratge; també guionista i productor                         |
| 2008 | 28 Days to Vegas                        | Documental; també productor                                       |
| 2009 | 30 Days to Vegas                        | Documental; també productor (com Mahatma Kane Sumatra)            |
| 2019 | Aliens, Clowns & Geeks                  | Guerra intergalàctica entre pallassos i aliens                    |
| 2020 | Intro to Forbidden Zone: Director's Cut |                                                                   |
| 2020 | Forbidden Zone 2                        | Comèdia musical que té lloc en un món fantàstic                   |
| 2023 | Bloody Bridget                          | Comèdia musical de terror                                         |

### Com actor
| Any  | Pel·lícula                         | Paper                            | Notes                                                          |
| ---- | ---------------------------------- | -------------------------------- | -------------------------------------------------------------- |
| 1973 | The Easy Life                      | Membre de Le Grande Magic Circus |                                                                |
| 1977 | I Never Promised You a Rose Garden | Drumming Demon                   | Apareix com a membre de the Mystic Knights of the Oingo Boingo |
| 1980 | Forbidden Zone                     | Massatgista/Pres                 |                                                                |
| 1994 | Shrunken Heads                     | Predicador a l'autobús           |                                                                |
| 1997 | George of the Jungle               | Bongo Drummer at Dance Studio    | Com Aristide Sumatra                                           |
| 1998 | Vampirs moderns                    | Policia amb donut                |                                                                |
| 2002 | Scarecrow                          | Sheriff Patterson/Hewitt         | Com Aristide Sumatra                                           |
| 2003 | Date or Disaster                   | Policia amb donut                |                                                                |
| 2004 | Demons at the Door                 | Monkey Demon                     | Com Aristide Sumatra                                           |
| 2012 | The Geologist                      | Geòleg                           | Curtmetratge                                                   |
| 2019 | Aliens, Clowns & Geeks             | Clown Bippy                      |                                                                |
| 2020 | Stupid Cupid                       | Pctient                          | Telefilm                                                       |
| 2020 | Sorority of the Damned             | Reynold Harmony                  | Pel·lícula de terror de la casa de la sororitat                |
| 2022 | The Once and Future Smash          | Ell mateix                       | Fals documental                                                |